# Георги Колев (офицер)
Георги Николов Колев е български политически офицер, генерал-майор.

## Биография
Роден е на 21 май 1924 г. в пазарджишкото село Сарая. Член е на Военния съвет на тила на БНА като началник на политическия отдел на тила на БНА. Излиза в запаса през 1990 г.